# Varano dei Marchesi
Varano dei Marchesi, noto anche come Varano Marchesi o Varano de' Marchesi, è una frazione del comune di Medesano, in provincia di Parma.
La località dista 9,32 km dal capoluogo.

## Geografia fisica
La frazione sorge nella stretta valle del torrente Recchio, circondata da colline molto ripide soprattutto sul versante meridionale, ove si stagliano le "Ripe di San Biagio", alti dirupi in nuda roccia, coperti in sommità da fitti boschi; su un monte altrettanto scosceso, posto a fianco di tali Ripe, emergono le rovine del castello medievale.

## Origini del nome
Il toponimo della località è dovuto ai marchesi Pallavicino, per molti secoli feudatari della zona.

## Storia
La zona risultava abitata già in epoca romana, come dimostrato dal rinvenimento di alcuni reperti, tra cui due monete risalenti al I e al IV secolo.
Il primo documento a testimonianza dell'esistenza di un insediamento umano a Varano risale tuttavia al 981, quando la chiesa di San Giorgio fu menzionata in un diploma dell'imperatore del Sacro Romano Impero Ottone II di Sassonia.
Il castello fu edificato probabilmente già nell'XI secolo, anche se fu nominato per la prima volta nel 1249, quando l'imperatore Federico II di Svevia lo assegnò al marchese Oberto II Pallavicino.
Nel 1413 l'imperatore Sigismondo di Lussemburgo confermò a Rolando il Magnifico l'investitura sul feudo, ma nel 1441 Niccolò Piccinino convinse Filippo Maria Visconti del tradimento del Marchese e si fece incaricare di conquistarne lo Stato Pallavicino; Rolando fu costretto alla fuga e tutte le sue proprietà furono incamerate dal Duca di Milano, che nel 1442 assegnò al condottiero Varano de' Marchesi e numerose altre terre nel Parmense. Nel 1450 il nuovo duca Francesco Sforza restituì al Pallavicino il feudo varanese, che nel 1457 fu ereditato dal figlio primogenito Niccolò, unitamente ai castelli di Castelguelfo, Gallinella e Miano.
Con l'estinzione del ramo della casata nel 1782, il territorio fu assegnato dal duca di Parma Ferdinando di Borbone ai marchesi Bergonzi, che ne mantennero i diritti feudali fino alla loro abolizione napoleonica del 1805.
In seguito Varano fu assorbito dal ducato di Parma e Piacenza e annesso al Comune di Medesano.
Dal 1810 al 1832 la frazione fu sede della fiera del bestiame, in seguito spostata nel capoluogo comunale.
Dal secondo dopoguerra Varano subisce un lento fenomeno di spopolamento, a causa della lontananza dalle principali vie di comunicazione.

## Monumenti e luoghi d'interesse

### Chiesa di San Giorgio Martire

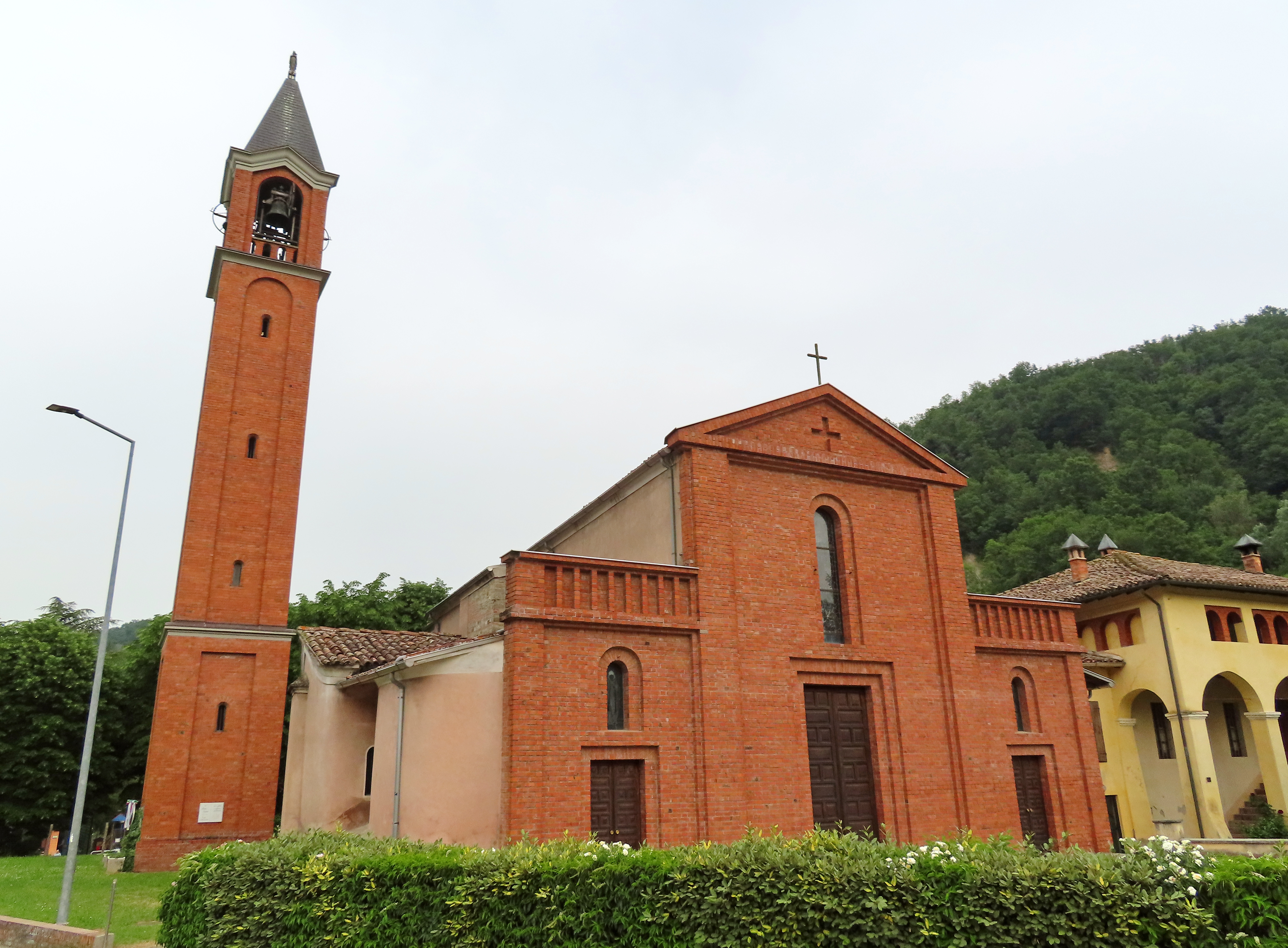
Chiesa di San Giorgio Martire

Menzionata per la prima volta nel 981, l'antica chiesa fu completamente ricostruita in stile barocco nei primi anni del XVII secolo per volere dei marchesi Pallavicino e successivamente modificata nella zona absidale; danneggiata pesantemente dai bombardamenti alleati della seconda guerra mondiale, fu risistemata nel 1951 con la riedificazione del campanile e della facciata in stile neoclassico rivisitato, su progetto dell'ingegner Carlo Corradi; assegnata nel 2003 alla diocesi di Parma, fu restaurata tra il 2013 e il 2014. Il luogo di culto, affiancato da due cappelle per lato, è internamente ornato con lesene doriche e affreschi sulle volte a botte lunettate.

### Castello

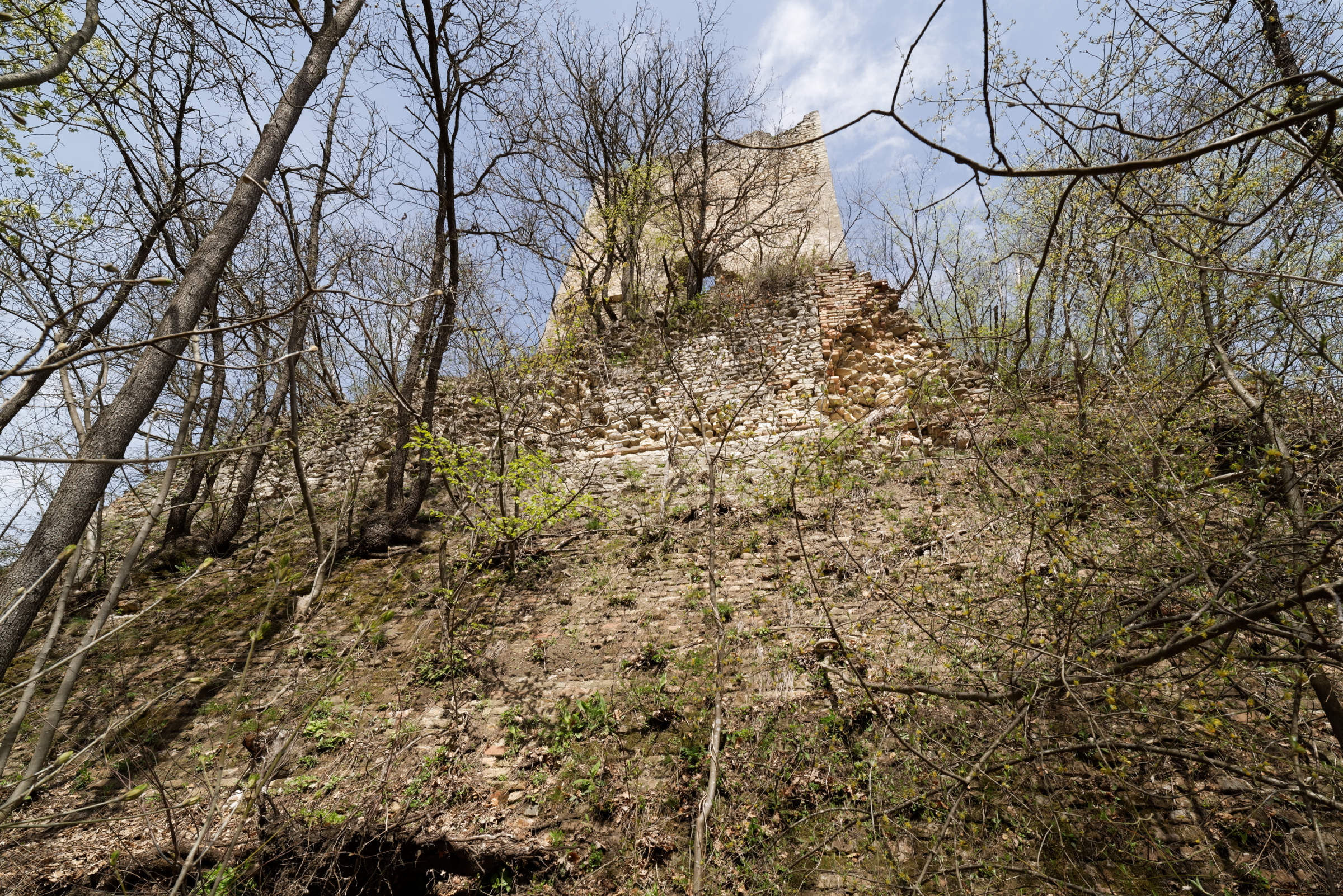
Resti del castello

Edificato probabilmente già nell'XI secolo, fu assegnato nel 1249 al marchese Oberto II Pallavicino, i cui discendenti lo mantennero quasi ininterrottamente fino al 1782; destinato successivamente ai marchesi Bergonzi, cadde definitivamente in abbandono in seguito all'abolizione dei diritti feudali del 1805, quando fu assorbito dalla Camera Ducale; oggi se ne conservano soltanto i resti del mastio, che emergono dalla boscaglia in posizione panoramica sulla vallata.

### Palazzo Pallavicino
Costruito originariamente in epoca medievale dai marchesi Pallavicino, secondo la tradizione il palazzo era in origine collegato al castello attraverso una galleria sotterranea; ristrutturato in stile rinascimentale dopo il 1454, per volere di Alessandro Pallavicino, figlio di Niccolò, e della moglie Costanza Sanvitale, fu adibito a residenza estiva della famiglia.

## Cultura

### Museo di Storia e Civiltà
Inaugurato nel 1999 nell'ex teatrino parrocchiale adiacente alla chiesa di San Giorgio Martire, il museo è suddiviso in due sezioni; la prima, dedicata alla civiltà contadina, raccoglie numerosi oggetti legati all'attività rurale del territorio a partire dal XVIII secolo, donati da Marco Pometti; la seconda, dedicata alla storia della vallata, espone una serie di immagini relative ai principali eventi che interessarono la zona dall'epoca romana al XIX secolo, oltre a due monete romane, ad alcune sculture e alla copia dell'epigrafe lapidea di Roccalanzona esposta nella Galleria nazionale di Parma.

### Piccolo museo della canapa Traballosky
Aperto nel 2002 nella località La Valle per iniziativa del restauratore e musicista Carlo Traballi, il piccolo museo, visitabile su appuntamento, espone tutti gli attrezzi per la lavorazione della pianta della canapa sativa e del filo ottenuto, che, lavorato al telaio, era anticamente utilizzato per la realizzazione di sacchi per il grano, tovaglie e biancheria per la casa.

### Eventi
Dal 1977 la pro loco di Varano Marchesi organizza, nei mesi estivi, il "Festival del Teatro Dialettale Parmigiano", durante il quale si esibiscono le principali compagnie dialettali del Parmense.